# Mistrovství světa v orientačním běhu 1995
16. Mistrovství světa v orientačním běhu proběhlo v Německu s centrem v Severním Porýní-Vestfálsku a městě Detmoldu. Termín závodů byl 15. až 20. srpen 1995. V mužích startovalo 122 (60 sprint + 62 long) závodníků a v ženách 121 (60 sprint + 61 long) závodnic. Ve štafetách 9 mužských čtyřčlenných a 10 ženských čtyřčlenných štafet. Běželo se na mapách s názvy Hasenkanzel, Mordkuhle a Köterberg. Českou republiku reprezentovali: Martin Sadílek, Tomáš Prokeš, Libor Zřídkaveselý, Rudolf Ropek, Petr Utinek, Jana Cieslarová, Mária Honzová, Marcela Kubatková, Kateřina Tichá a Petra Novotná.

## Výsledky krátké trati (Short distance)
| Muži                                     | Muži                                     | Muži                                     | Muži                                     | Muži                                     | Ženy                                     | Ženy                                     | Ženy                                     | Ženy                                     | Ženy                                     |
| ---------------------------------------- | ---------------------------------------- | ---------------------------------------- | ---------------------------------------- | ---------------------------------------- | ---------------------------------------- | ---------------------------------------- | ---------------------------------------- | ---------------------------------------- | ---------------------------------------- |
| - Traťové parametry: 5,4 km, 18 kontrol. | - Traťové parametry: 5,4 km, 18 kontrol. | - Traťové parametry: 5,4 km, 18 kontrol. | - Traťové parametry: 5,4 km, 18 kontrol. | - Traťové parametry: 5,4 km, 18 kontrol. | - Traťové parametry: 4,4 km, 14 kontrol. | - Traťové parametry: 4,4 km, 14 kontrol. | - Traťové parametry: 4,4 km, 14 kontrol. | - Traťové parametry: 4,4 km, 14 kontrol. | - Traťové parametry: 4,4 km, 14 kontrol. |
| Umístění                                 | Země                                     | Jméno                                    | Čas                                      | Ztráta                                   | Umístění                                 | Země                                     | Jméno                                    | Čas                                      | Ztráta                                   |
|                                          | Ukrajina                                 | Jurij Omelčenko                          | 0:30:25                                  |                                          |                                          | Švýcarsko                                | Marie-Luce Romanensová                   | 0:28:51                                  |                                          |
|                                          | Švédsko                                  | Jörgen Mårtensson                        | 0:31:31                                  | + 0:01:06                                |                                          | Spojené království                       | Yvette Hagueová                          | 0:29:16                                  | + 0:00:25                                |
|                                          | Norsko                                   | Bjørnar Valstad                          | 0:31:36                                  | + 0:01:11                                |                                          | Švédsko                                  | Anna Bogrenová Marlena Janssonová        | 0:29:29                                  | + 0:00:38                                |
| 13.                                      | Česko                                    | Tomáš Prokeš                             | 0:33:11                                  | + 0:02:46                                | 6.                                       | Česko                                    | Marcela Kubatková                        | 0:29:42                                  | + 0:00:51                                |
| 25.                                      | Česko                                    | Rudolf Ropek                             | 0:34:09                                  | + 0:03:44                                | 16.                                      | Česko                                    | Mária Honzová                            | 0:31:24                                  | + 0:02:33                                |
| 26.                                      | Česko                                    | Libor Zřídkaveselý                       | 0:34:13                                  | + 0:03:48                                | 20.                                      | Česko                                    | Kateřina Tichá                           | 0:31:58                                  | + 0:03:07                                |
| 27.                                      | Česko                                    | Petr Utinek                              | 0:34:17                                  | + 0:03:52                                | 25.                                      | Česko                                    | Jana Cieslarová                          | 0:32:33                                  | + 0:03:42                                |

## Výsledky klasického závodu
| Muži                                      | Muži                                      | Muži                                      | Muži                                      | Muži                                      | Ženy                                     | Ženy                                     | Ženy                                     | Ženy                                     | Ženy                                     |
| ----------------------------------------- | ----------------------------------------- | ----------------------------------------- | ----------------------------------------- | ----------------------------------------- | ---------------------------------------- | ---------------------------------------- | ---------------------------------------- | ---------------------------------------- | ---------------------------------------- |
| - Traťové parametry: 16,2 km, 30 kontrol. | - Traťové parametry: 16,2 km, 30 kontrol. | - Traťové parametry: 16,2 km, 30 kontrol. | - Traťové parametry: 16,2 km, 30 kontrol. | - Traťové parametry: 16,2 km, 30 kontrol. | - Traťové parametry: 9,6 km, 21 kontrol. | - Traťové parametry: 9,6 km, 21 kontrol. | - Traťové parametry: 9,6 km, 21 kontrol. | - Traťové parametry: 9,6 km, 21 kontrol. | - Traťové parametry: 9,6 km, 21 kontrol. |
| Umístění                                  | Země                                      | Jméno                                     | Čas                                       | Ztráta                                    | Umístění                                 | Země                                     | Jméno                                    | Čas                                      | Ztráta                                   |
|                                           | Švédsko                                   | Jörgen Mårtensson                         | 1:30:19                                   |                                           |                                          | Maďarsko                                 | Katalin Oláhová                          | 1:05:50                                  |                                          |
|                                           | Finsko                                    | Janne Salmi                               | 1:32:04                                   | + 0:01:45                                 |                                          | Finsko                                   | Eija Koskivaaraová                       | 1:08:39                                  | + 0:02:49                                |
|                                           | Dánsko                                    | Carsten Jørgensen                         | 1:33:38                                   | + 0:03:19                                 |                                          | Spojené království                       | Yvette Hagueová                          | 1:08:39                                  | + 0:02:49                                |
| 5.                                        | Česko                                     | Tomáš Prokeš                              | 1:33:51                                   | + 0:03:32                                 | 7.                                       | Česko                                    | Jana Cieslarová                          | 1:10:09                                  | + 0:04:19                                |
| 7.                                        | Česko                                     | Libor Zřídkaveselý                        | 1:34:12                                   | + 0:03:53                                 | 9.                                       | Česko                                    | Marcela Kubatková                        | 1:10:43                                  | + 0:04:53                                |
| 25.                                       | Česko                                     | Martin Sadílek                            | 1:39:01                                   | + 0:08:42                                 | 32.                                      | Česko                                    | Petra Novotná                            | 1:18:57                                  | + 0:13:07                                |
| 33.                                       | Česko                                     | Rudolf Ropek                              | 1:40:59                                   | + 0:10:40                                 | 33.                                      | Česko                                    | Mária Honzová                            | 1:19:16                                  | + 0:13:26                                |

## Výsledky štafetového závodu
| Muži                                                                                   | Muži                                                                                   | Muži                                                                                   | Muži                                                                                   | Muži                                                                                   | Ženy                                                                                   | Ženy                                                                                   | Ženy                                                                                   | Ženy                                                                                   | Ženy                                                                                   |
| -------------------------------------------------------------------------------------- | -------------------------------------------------------------------------------------- | -------------------------------------------------------------------------------------- | -------------------------------------------------------------------------------------- | -------------------------------------------------------------------------------------- | -------------------------------------------------------------------------------------- | -------------------------------------------------------------------------------------- | -------------------------------------------------------------------------------------- | -------------------------------------------------------------------------------------- | -------------------------------------------------------------------------------------- |
| - Traťové parametry: 1. úsek 8,0 km / 2. úsek 8,2 km / 3. úsek 8,0 km / 4. úsek 8,2 km | - Traťové parametry: 1. úsek 8,0 km / 2. úsek 8,2 km / 3. úsek 8,0 km / 4. úsek 8,2 km | - Traťové parametry: 1. úsek 8,0 km / 2. úsek 8,2 km / 3. úsek 8,0 km / 4. úsek 8,2 km | - Traťové parametry: 1. úsek 8,0 km / 2. úsek 8,2 km / 3. úsek 8,0 km / 4. úsek 8,2 km | - Traťové parametry: 1. úsek 8,0 km / 2. úsek 8,2 km / 3. úsek 8,0 km / 4. úsek 8,2 km | - Traťové parametry: 1. úsek 4,0 km / 2. úsek 4,3 km / 3. úsek 4,0 km / 4. úsek 4,3 km | - Traťové parametry: 1. úsek 4,0 km / 2. úsek 4,3 km / 3. úsek 4,0 km / 4. úsek 4,3 km | - Traťové parametry: 1. úsek 4,0 km / 2. úsek 4,3 km / 3. úsek 4,0 km / 4. úsek 4,3 km | - Traťové parametry: 1. úsek 4,0 km / 2. úsek 4,3 km / 3. úsek 4,0 km / 4. úsek 4,3 km | - Traťové parametry: 1. úsek 4,0 km / 2. úsek 4,3 km / 3. úsek 4,0 km / 4. úsek 4,3 km |
| Umístění                                                                               | Země                                                                                   | Jméno                                                                                  | Čas                                                                                    | Ztráta                                                                                 | Umístění                                                                               | Země                                                                                   | Jméno                                                                                  | Čas                                                                                    | Ztráta                                                                                 |
|                                                                                        | Švýcarsko                                                                              | Alain Berger Daniel Hotz Christian Aebersold Thomas Bührer                             | 3:34:21                                                                                |                                                                                        |                                                                                        | Finsko                                                                                 | Kirsi Tiiraová Reeta-Mari Kolkkalaová Eija Koskivaaraová Annika Viiloová               | 2:50:33                                                                                |                                                                                        |
|                                                                                        | Finsko                                                                                 | Keijo Parkkinen Reijo Mattinen Timo Karppinen Janne Salmi                              | 3:35:43                                                                                | + 0:01:22                                                                              |                                                                                        | Švédsko                                                                                | Anette Granstedtová Maria Gustafssonová Anna Bogrenová Marlena Janssonová              | 2:52:11                                                                                | + 0:01:38                                                                              |
|                                                                                        | Švédsko                                                                                | Lars Holmquist Jimmy Birklin Johan Ivarsson Jörgen Mårtensson                          | 3:35:51                                                                                | + 0:01:30                                                                              |                                                                                        | Česko                                                                                  | Petra Novotná Mária Honzová Marcela Kubatková Jana Cieslarová                          | 2:53:06                                                                                | + 0:02:33                                                                              |
| 5.                                                                                     | Česko                                                                                  | Martin Sadílek Rudolf Ropek Tomáš Prokeš Libor Zřídkaveselý                            | 3:40:21                                                                                | + 0:06:00                                                                              |                                                                                        |                                                                                        |                                                                                        |                                                                                        |                                                                                        |

## Medailová klasifikace podle zemí
Úplná medailová tabulka:
| Umístění | Země               | Zlato | Stříbro | Bronz | Součet |
| -------- | ------------------ | ----- | ------- | ----- | ------ |
|          | Švýcarsko          | 2     | 0       | 0     | 2      |
|          | Finsko             | 1     | 3       | 0     | 4      |
|          | Švédsko            | 1     | 2       | 3     | 6      |
| 4.       | Ukrajina           | 1     | 0       | 0     | 1      |
| 4.       | Maďarsko           | 1     | 0       | 0     | 1      |
| 6.       | Spojené království | 0     | 2       | 0     | 2      |
| 7.       | Česko              | 0     | 0       | 1     | 1      |
| 7.       | Norsko             | 0     | 0       | 1     | 1      |
| 7.       | Dánsko             | 0     | 0       | 1     | 1      |